# Björk
Björk Guðmundsdóttir (/bjɜːrk/; tiếng Iceland: [ˈpjœr̥k] ⓘ; sinh ngày 21 tháng 11 năm 1965) là một ca sĩ, nhà viết nhạc, nữ diễn viên, nhà sản xuất thu âm và DJ người Iceland. Trong sự nghiệp trải dài hơn bốn thập niên, cô đã phát triển một phong cách âm nhạc chung, nhờ trải nghiệm một loạt ảnh hưởng và thể loại đa dạng như nhạc điện tử, pop, nhạc thể nghiệm, nhạc cổ điển, trip hop, IDM và nhạc avant-garde. Cô cũng hợp tác với rất nhiều nghệ sĩ và khám phám ra một loạt dự án đa phương tiện.
Sinh ra và lớn lên tại Reykjavík, cô khởi nghiệp âm nhạc năm 11 tuổi và lần đầu giành được công nhận quốc tế với vai trò ca sĩ chính của ban nhạc alternative rock the Sugarcubes; đĩa đơn "Birthday" của nhóm năm 1987 trở thành hit tại các đài phát thanh độc lập ở Anh Quốc và Hoa Kỳ cũng như được các nhà phê bình âm nhạc yêu thích. Sau khi ban nhạc tan rã, Björk khởi nghiệp đơn ca vào năm 1993 với hai album nhạc pop Debut và Post. Vào năm 1997, Björk cho ra mắt album thứ ba mang tên Homogenic.

## Danh sách đĩa nhạc
- Björk (1977)
- Debut (1993)
- Post (1995)
- Homogenic (1997)
- Vespertine (2001)
- Medúlla (2004)
- Volta (2007)
- Biophilia (2011)
- Vulnicura (2015)
- Utopia (2017)
- Fossora (2022)